# Juan Herrera Cerda
Juan Herrera Cerda (2 de mayo de 1945) es un exfutbolista profesional chileno que se desempeñaba como delantero. Se inició en Universidad Católica, donde festejó el título de Primera División 1966.

## Trayectoria
En Universidad Católica, Herrera compartió con jugadores como Alberto Fouillioux, Hugo Cicamois, Eleodoro Barrientos, Esteban Varas, Mario Aguilar, Alberto Jeria, Néstor Isella, Juan Barrales, Armando Tobar y Julio Gallardo.
En la campaña del Torneo oficial 1966, se consagró campeón por primera vez en la División de honor. El delantero jugó en 14 partidos y convirtió 9 goles. Además, estuvo presente en todas las temporadas del tetracampeonato ganado por el equipo reserva entre 1964 y 1967.
En la Definición Pre-Libertadores 1968, convirtió uno de los goles de la llave ante Universidad de Chile, que permitió clasificar a Universidad Católica al torneo continental.
Herrera dejó su club formador en 1968, aunque retornó en 1970 y 1974. Otros camisetas que vistió fueron las de Deportes Concepción, Unión La Calera, Santiago Wanderers y Magallanes.

## Palmarés

### Torneos nacionales de reservas
| Título             | Equipo               | País  | Año  |
| ------------------ | -------------------- | ----- | ---- |
| Torneo de Reservas | Universidad Católica | Chile | 1964 |
| Torneo de Reservas | Universidad Católica | Chile | 1965 |
| Torneo de Reservas | Universidad Católica | Chile | 1966 |
| Torneo de Reservas | Universidad Católica | Chile | 1967 |

### Torneos nacionales
| Título           | Club                 | País  | Año  |
| ---------------- | -------------------- | ----- | ---- |
| Primera División | Universidad Católica | Chile | 1966 |